# Mörtsjön (Hammars socken, Närke, 652193-145948)
Mörtsjön är en sjö i Askersunds kommun i Närke och ingår i Motala ströms huvudavrinningsområde. Sjöns area är 0,025 kvadratkilometer och den befinner sig 170 meter över havet.